# Музей румунського селянина
Музей румунського селянина (рум. Muzeul Național al Ţăranului Român) — музей в Бухаресті, Румунія. Один з провідних музеїв народного мистецтва та традицій в Європі, 1996-го року був обраний «Європейським музеєм року»

## Опис
Розташований на шосе Киселева біля площі Перемоги, музей перебуває під покровительством Міністерства культури Румунії. Його колекція включає більше 100 000 об'єктів та складається з текстилів (особливо костюмів), ікон, кераміки та інших артефактів життя румунського селянина.

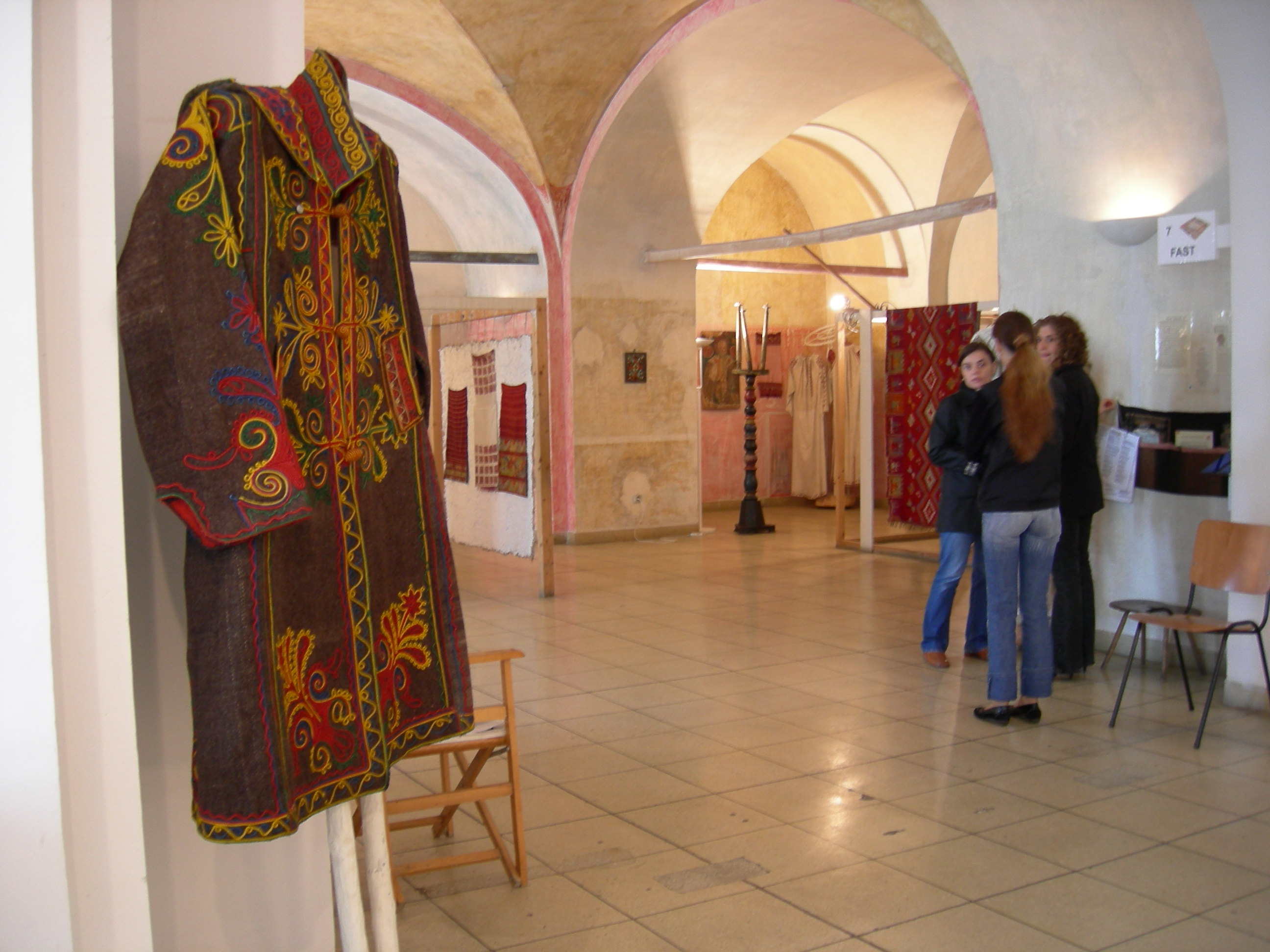
Всередині музею

Заснований у 1930-ті Александром Чігара-Самуркашем (рум. Alexandru Tzigara-Samurcaş), який ним і керував, музей був вдруге відкритий 5 лютого 1990 року, всього через шість тижнів після падіння та страти Ніколае Чаушеску. В часи епохи комунізму в будівлі музею розташовувався музей історії комуністичної партії Румунії; у підвалі музею досі існує кімната, присвячена іронічному зображенню деяких артефактів з того музею.
Будівля, яка використовує традиційні елементи румунської архітектури, була збудована на місці колишнього державного монетного двору (Monetăria Statului).
Музей був розтрощений під час т. зв. Мінеріади (заворушень шахтарів) в червні 1990 року, оскільки шахтарі його переплутали зі штабом Національної селянської партії.
У 2002 році виставковий простір музею був значно розширений після того, як офісні приміщення та магазин музею переїхали у нову будівлю позаду старої, вивільнивши місце для власне колекції.

### «Будинок у будинку»

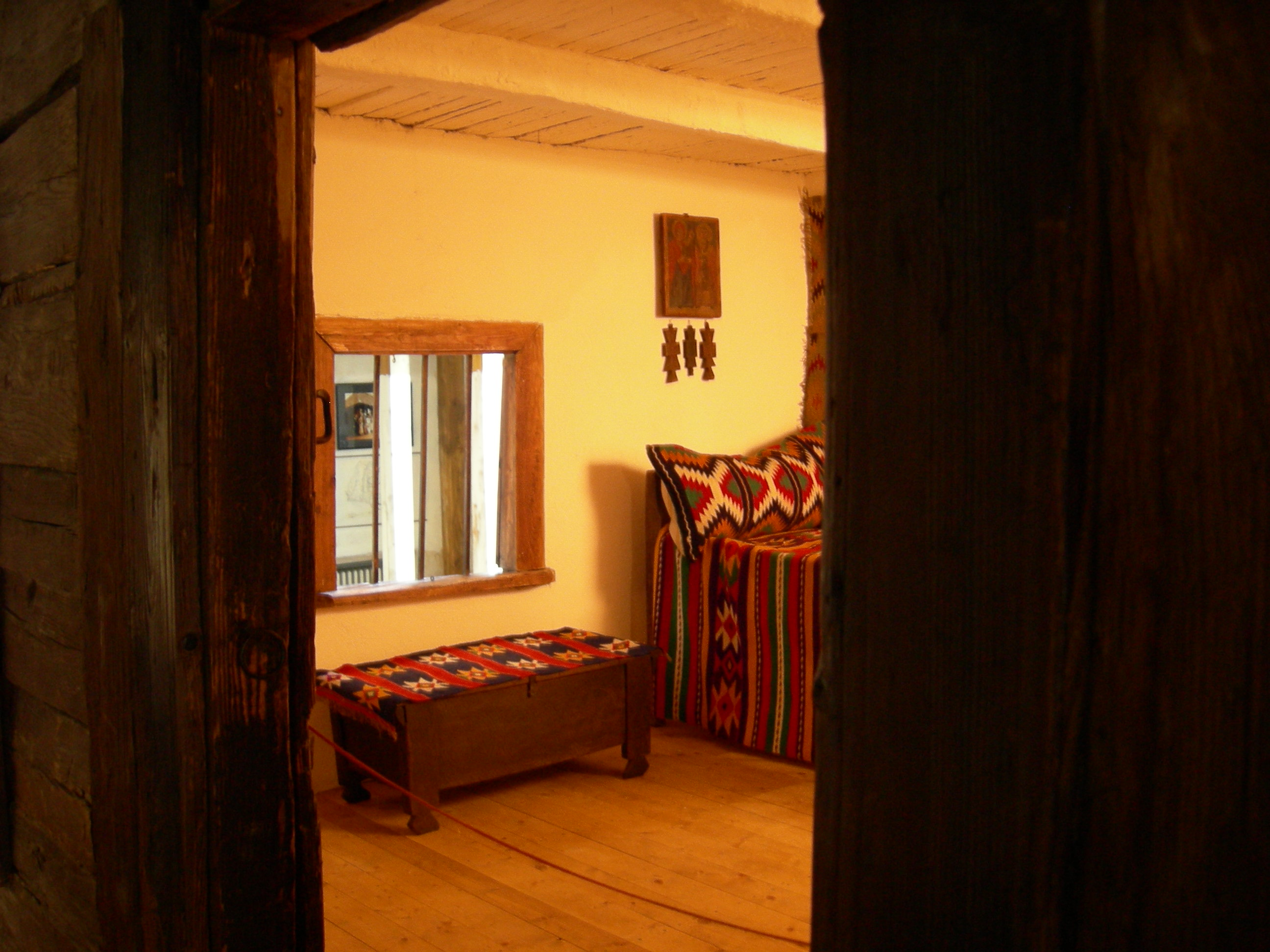
«Будинок у будинку»

Одним з найбільш відомих експонатів музею є (оригінально створений Чігара-Самуркашем) «будинок у будинку». Будинок колись належав селянину Антонію Могосу з села Чауру в повіті Горж. Спочатку, будинок був показаний не натуралістично — об'єкти, які мали бути б всередині, показували зовні; зовнішній периметр був видимий як фрагменти. Комуністичний режим демонстрував будинок більш звичайним стилем — він розміщувався просто неба в Національному музеї села ім. Дімітріе Густі; будинок повернувся до Музею селянина 2002 року. Його поточна експозиція в музеї відтворює оригінальний не-натуралістичний підхід. Наприклад, зі спеціальної платформи відвідувачі музею можуть зазирнути на горище, частина стіни якого була демонтована, та роздивитись там предмети.

## Галерея

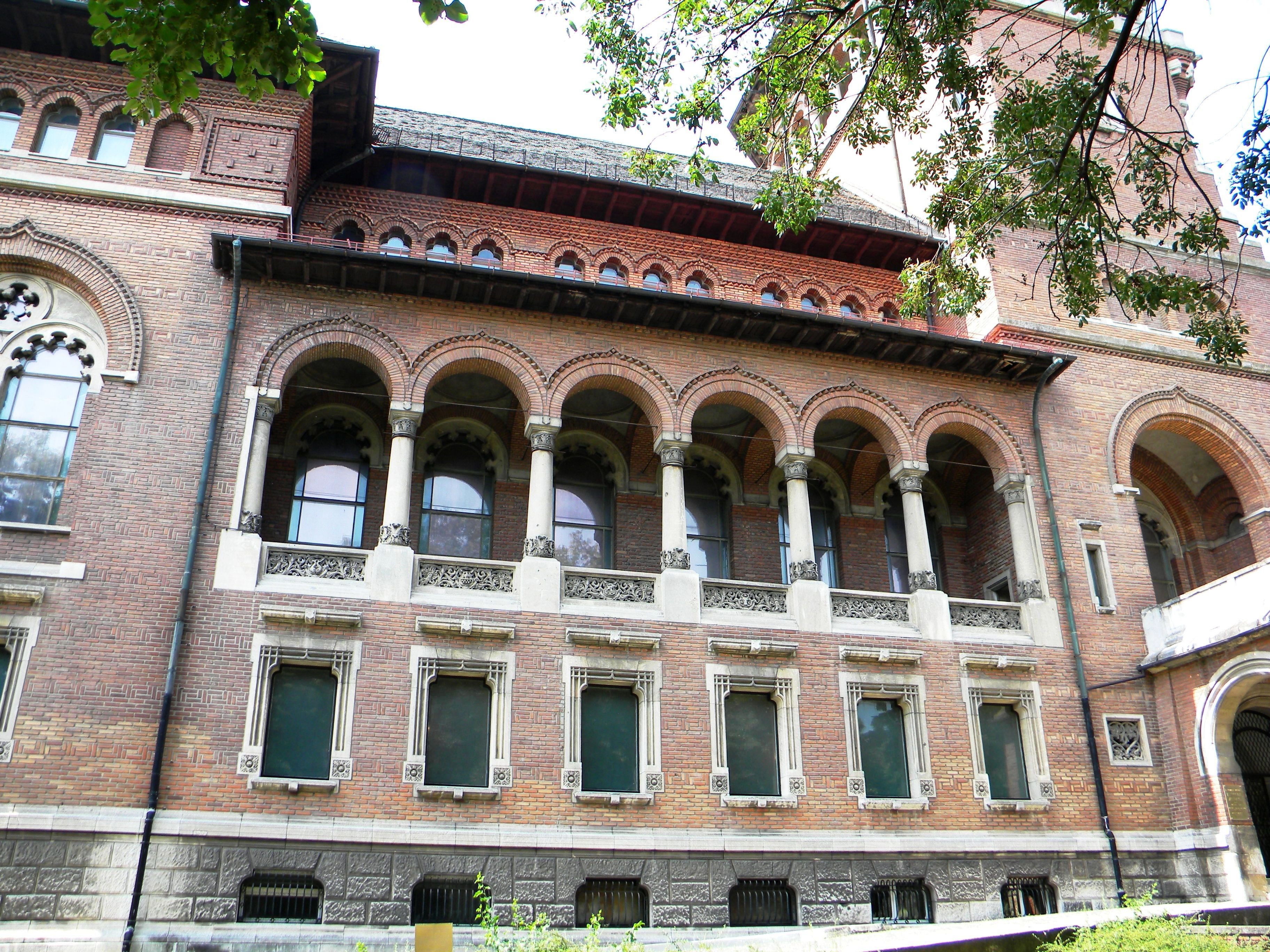
Музей побудований в неорумунському стилі
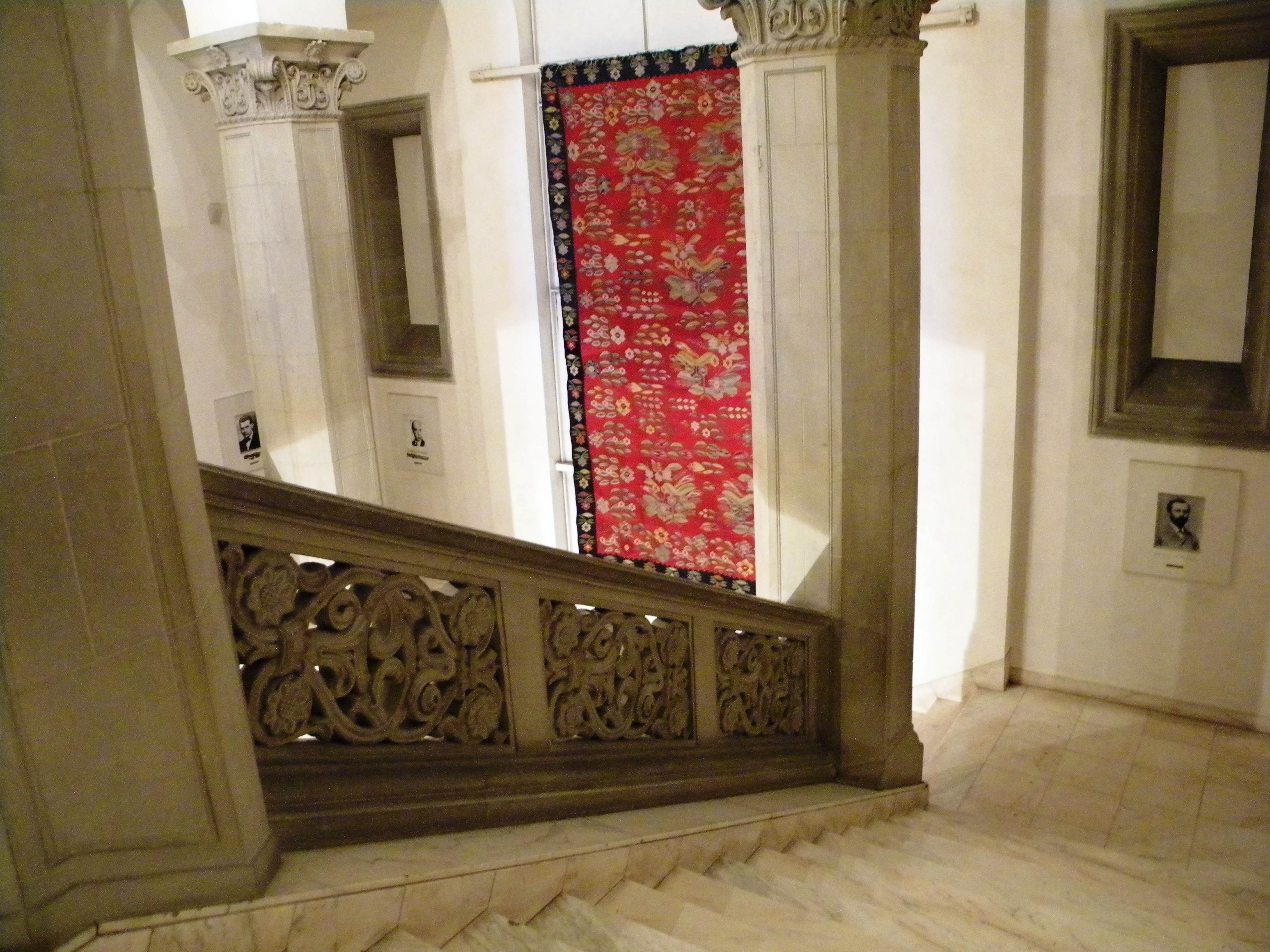
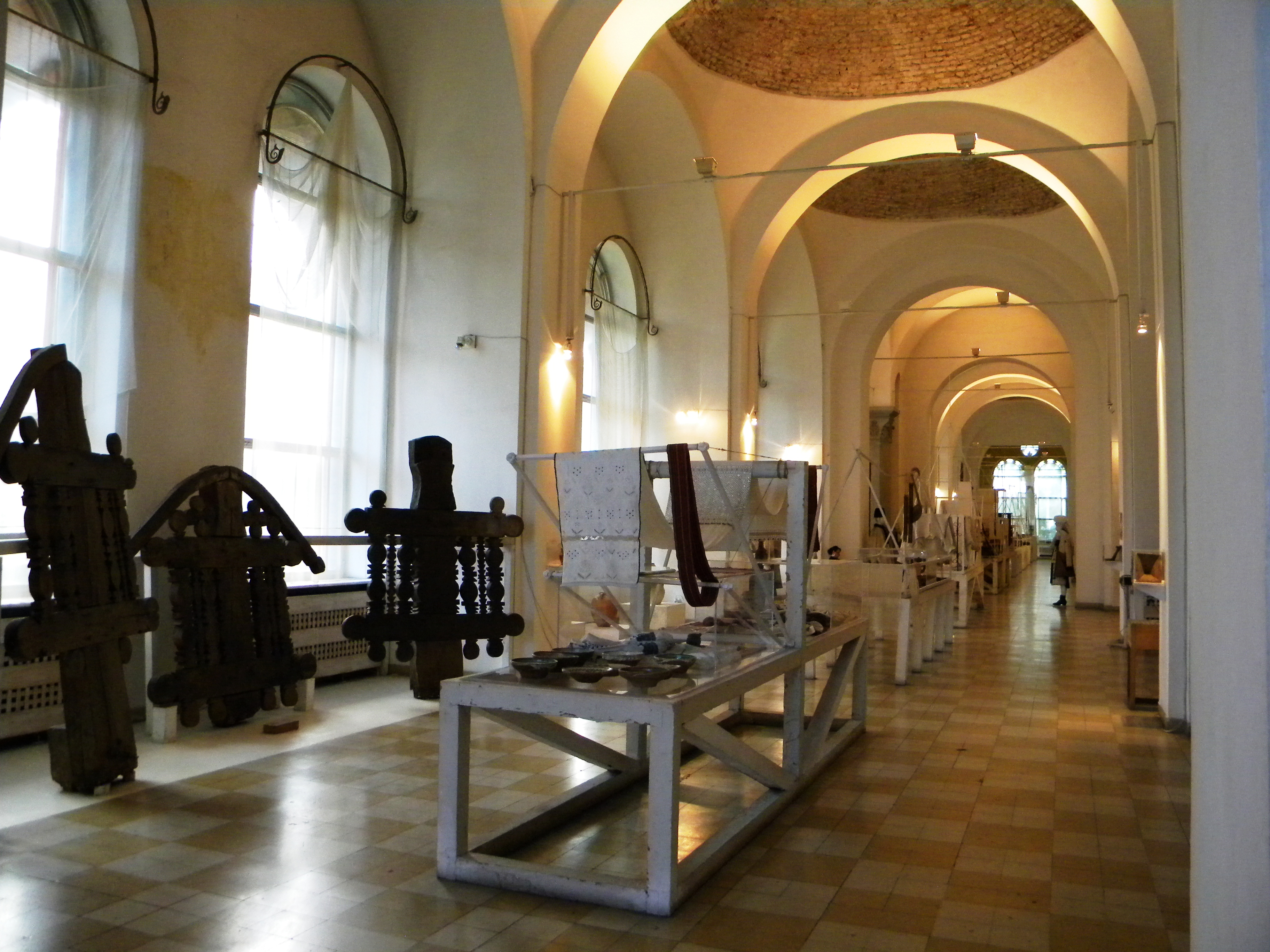
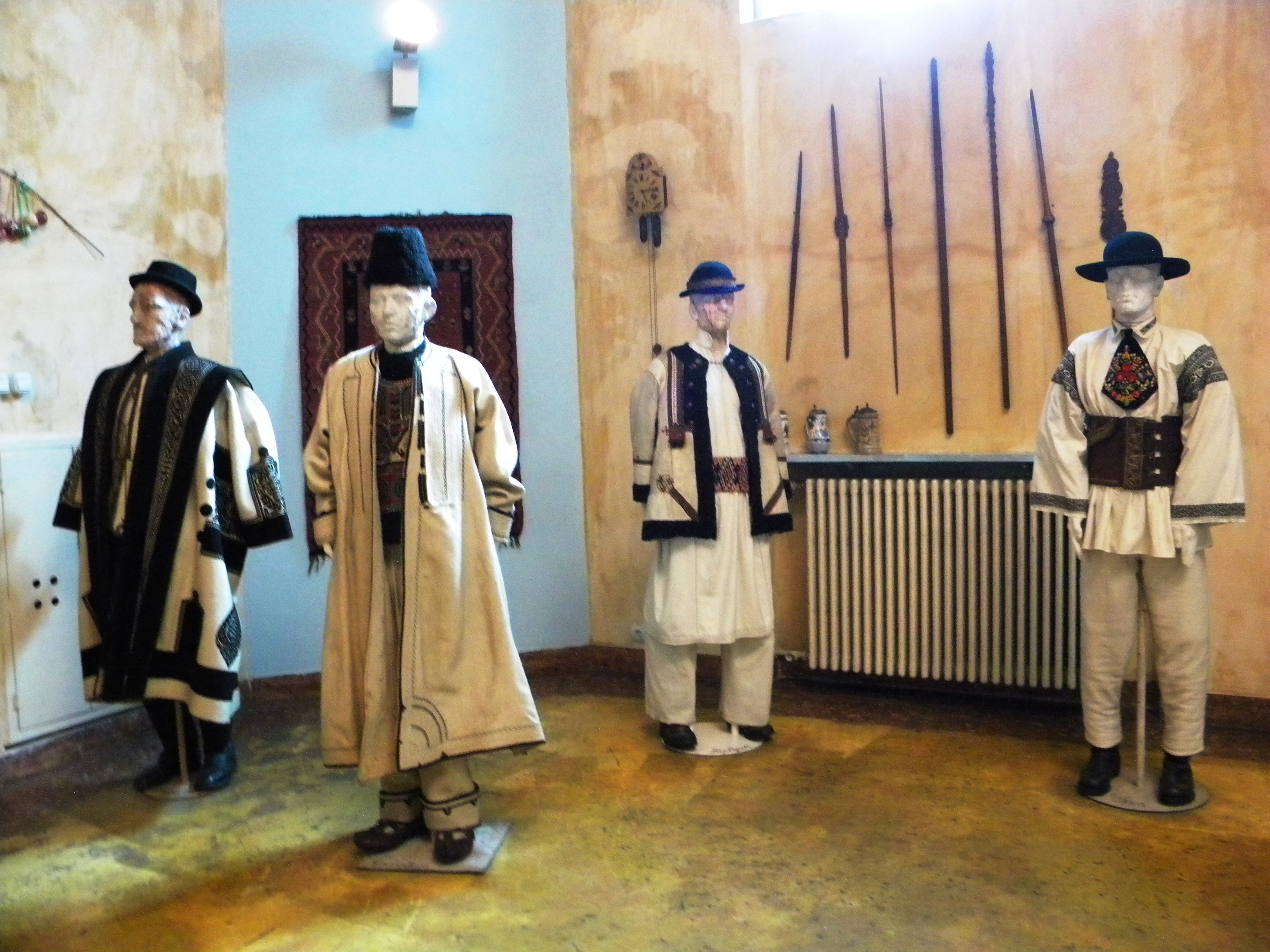
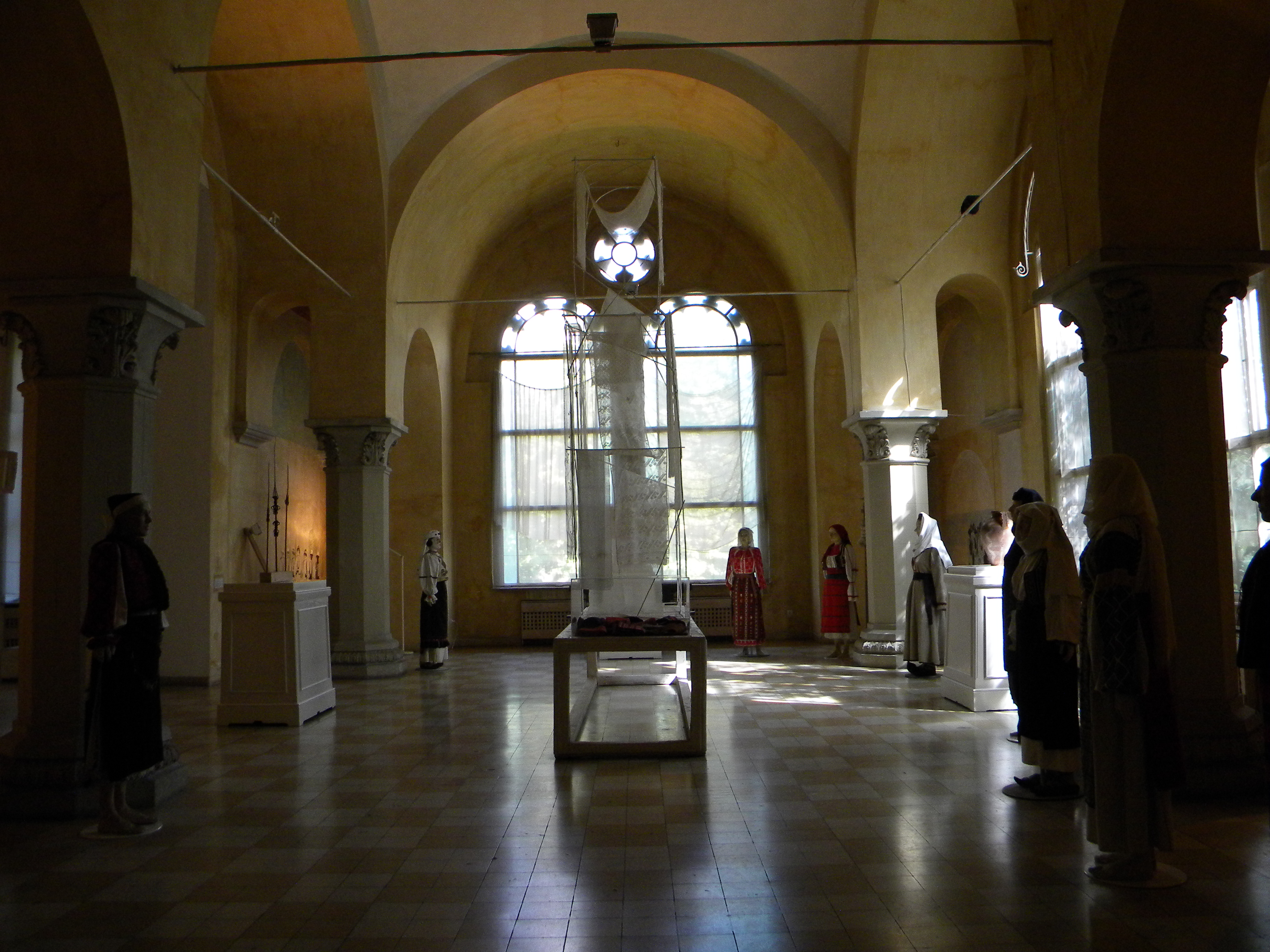
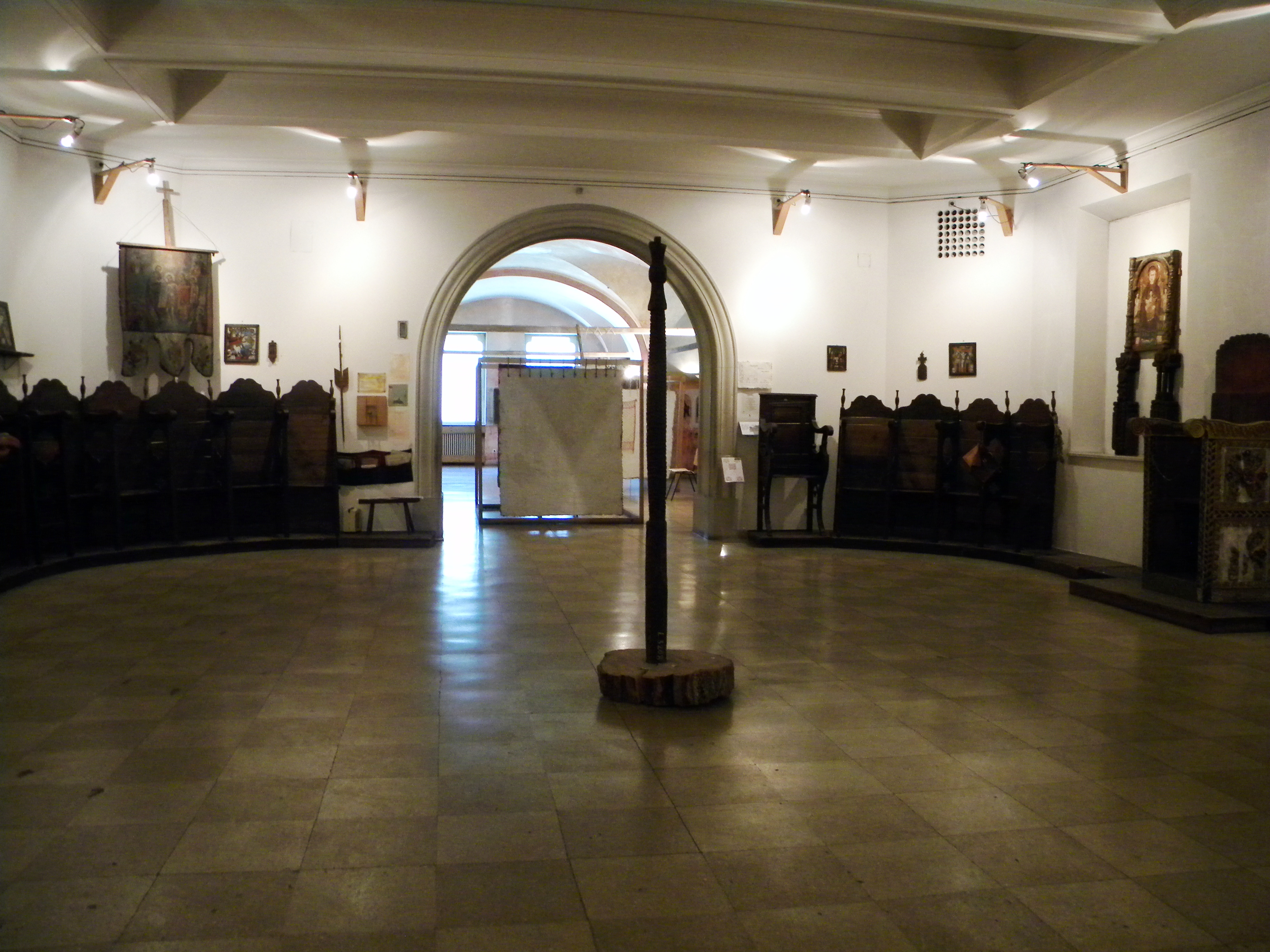